# Pakeezah
Pakeezah è un film del 1972 diretto da Karan Amrohi.
Le riprese sono cominciate il 16 luglio 1956 e la lavorazione è durata 16 anni. Il film è uscito il 4 febbraio 1972.